# پل فوسکو
پل فوسکو (انگلیسی: Paul Fusco؛ زادهٔ ۲۹ ژانویهٔ ۱۹۵۳) عروسک‌گردان، صداپیشه، هنرپیشه اهل ایالات متحده آمریکا است. وی از سال ۱۹۸۱ میلادی تاکنون مشغول فعالیت بوده‌است.